# Coney Hatch
Coney Hatch is een Canadese AOR- en hardrockband die rond 1980 is opgericht. Het had zijn hoogtijdagen tijdens de vroege jaren 1980 toen het drie lp's uitbracht. Ondanks haar voortbestaan, dat slechts enkele jaren werd onderbroken, bracht ze pas in 2013 een vierde album uit.

## Bezetting
Oprichters
- Andy Curran (e-basgitaar, zang)
- Ed Godlewski (e-gitaar, tot 1981)
- Dave 'Thumper' Ketchum (drums)

Huidige bezetting
- Carl Dixon (zang, e-gitaar)
- Steve Shelski (e-gitaar)
- Andy Curran (e-basgitaar)
- Dave 'Thumper' Ketchum (drums)

Voormalige leden
- Barry Conners (drums, 1984–1985)
- James LaBrie (zang, 1985–1986)
- John McGoldrick (e-gitaar, 1985–1986)
- Paul Marangoni (drums, 1985–1986)

## Geschiedenis
In 1980 richtte zanger en bassist Andy Curran de band Toronto op met gitarist Ed Godlewski en drummer Dave 'Thumper' Ketchum. Toen zanger en gitarist Carl Dixon in 1981 toetrad naar aanleiding van een advertentie waarin een fulltime zanger werd gezocht, hadden ze nu Steve Shelski in plaats van Ed Godlewski. Coney Hatch dankt zijn naam aan die van een psychiatrische instelling net buiten Londen.
Via songwriter Pye Dubois leerden ze de veelzijdige muzikant Kim Mitchell kennen, die hen huisvestte bij zijn contractlabel Anthem Records en ook het debuutalbum Coney Hatch produceerde, dat in de zomer van 1982 werd uitgebracht. De single Hey Operator (het jaar daarop gecoverd door Aldo Nova) werd een radiohit en de videoclip Devil's Deck kreeg permanente draaitijd bij MTV. Voor de productie van de opvolger Outta Hand (1983) werd de huisproducent van Ozzy Osbourne, Max Norman, ingehuurd om het geluid glad te strijken. Er was slechts één verandering in het derde album met betrekking tot het opnameteam: drummer Dave Ketchum was getrouwd en was vader geworden. Vanaf dat moment was het genoeg voor hem om muziek te maken in lokale bands. Althans, dat zei Shelski in 1986. Dixon verklaarde in 2013 dat hun management voor hun geld geen vinger had uitgestoken en de platenmaatschappij had geïnvesteerd in andere bands. De frustratie werd over de eigenlijk onschuldige Ketchum uitgestort. Later hadden ze spijt van zijn uitwijzing. Barry Conners, die drumde voor Lee Aaron, werd geaccepteerd als nieuw lid. Friction werd gepubliceerd in 1985. Op dat moment waren tournees met Judas Priest, Iron Maiden, Accept, Triumph en Krokus al voltooid. Een volgende Canadese tournee volgde.
Er zijn ook tegenstrijdige verklaringen over het vertrek van Dixon. Wat de gelegenheid ook was en wie ook het ontslag had uitgesproken, Dixon was een van de steunpilaren van de band. Omdat de zanger nu ontbrak en de drums nog steeds onstabiel waren, werd James LaBrie (toen Kevin LaBrie) opgepikt, die beide posten kon bezetten maar uiteindelijk bleef zingen. De band bestond ongeveer een jaar lang uit Andy Curran, Steve Shelski, Kevin (James) LaBrie, John McGoldrick en Paul Marangoni. Het nieuw gecomponeerde materiaal, dat was getest in de clubs in de thuisregio, voldeed echter niet aan de kwaliteitsverwachtingen van de band, waardoor LaBrie geen toekomst zag in de verdere samenwerking en ging. Hij bereikte bekendheid met Dream Theater tijdens de vroege jaren 1990. Zo waren de plannen voor een vierde lp gestorven, evenals de ambities om de kost te verdienen met het maken van muziek. In 1986 gingen ze voorlopig uit elkaar. Ter gelegenheid van de publicatie van een compilatie van titels van de drie lp's plus enkele stukken uit het archief onder de naam Best of Three in 1992, heeft Curran de band nieuw leven ingeblazen. Coney Hatch bleef een bekende grootheid in de omgeving van Toronto met incidentele optredens, maar werd landelijk vergeten en waagde zich alleen in het buitenland op festivals en dan kon niet iedereen daar altijd komen vanwege zijn reguliere baan.
In 1990, voordat hij leiding gaf aan de kortstondige band Soho 69, bracht Andy Curran, met de hulp van Carl Dixon als achtergrondzanger, een album uit dat qua stijl dicht bij Coney Hatch lag. Dixon was zo populair in het Canadese rockcircuit dat hij een permanent lid was van April Wine en ook vanaf 1997 van de opnieuw geformeerde The Guess Who. Hij was ook een van de gasten in 1995 op het project Marc Ferrari & Friends van de standaard Keel-gitarist Marc Ferrari. Eigen soloalbums werden gemaakt in 1993, 2001 en 2003.
In 2008 had Dixon een frontale botsing met zijn auto onderweg naar Melbourne. Hij werd in een kunstmatige coma gebracht en had aanvankelijk slechte vooruitzichten op herstel. Vrienden en metgezellen hebben in oktober 2008 een benefietconcert georganiseerd om de behandelingskosten te betalen. Vanuit deze situatie kwamen de eigenlijke vaste medewerkers weer bij elkaar. De muzikanten hadden hun eerste gezamenlijke optreden als Coney Hatch na vele jaren op 5 augustus 2010 in Toronto. Sindsdien treedt de band weer op en bracht in 2013 het vierde album Four uit, persoonlijk geproduceerd door Andy Curran. Volbloed-muzikant Dixon is ook onderweg met een akoestisch programma.

## Stijl
Voor Hucky Heppke van het tijdschrift Metal Hammer was de eerste lp de moeilijkste. Jens Schmiedeberg, ook een medewerker van Metal Hammer, raadde het derde album aan vanwege economische, geaccentueerde instrumentatie voor de gematigde harde rockers. Marcus Schleutermann van Rock Hard zei dat Four hardrock was, wat zonder showmanschap kan en daarom tijdloos is.

## Discografie
- 1982: Coney Hatch (Anthem Records)
- 1983: Outta Hand (Anthem Records)
- 1985: Friction (Anthem Records)
- 1992: Best of Three (compilatie, Anthem Records)
- 2013: Four (Frontiers Records)
- 2023: Postcard from Germany (live) (EX1 Records)